# Демківці (Хмельницький район)
Де́мківці — село в Україні,  у Старокостянтинівській міській громаді Хмельницького району Хмельницької області. До 2020 адміністративно підпорядковувалось Радковецькій сільській раді .

## Історія
Перша документальна згадка про село — 7 грудня 1753 року, - «Кольбушівська транзакція», згідно з якою, село входило до Старокостянтинівської волості, та знаходилось у володіння спадкоємців князів Острозьких. Поблизу села бере початок р. Деревичка - одна з малих річок України, лівий приток р. Случ.
7 (20) листопада 1917 року, відповідно до.Третього Універсалу Української Центральної Ради, увійшло до складу Української Народної Республіки.
12 червня 2020 року, відповідно до розпорядження Кабінету Міністрів України № 727-р «Про визначення адміністративних центрів та затвердження територій територіальних громад Хмельницької області», увійшло до складу Старокостянтинівської міської громади.
19 липня 2020 року, після ліквідації Старокостянтинівського району, село увійшло до Хмельницького району.